# Вяткино (Курганская область)
Вяткино — село в Каргапольском районе Курганской области. Административный центр Вяткинского сельсовета.

## Географическое положение
Село расположен у реки Миасс, примерно в 91 км от города Кургана.

## История
До 1917 года в составе Усть-Миасской волости Шадринского уезда Пермской губернии. По данным на 1926 год деревня Вяткина состояла из 188 хозяйств. В административном отношении являлась центром Вяткинского сельсовета Каргапольского района Шадринского округа Уральской области.

## Население
| 1989 | 2002 | 2010 |
| ---- | ---- | ---- |
| 507  | ↗516 | ↗539 |

По данным переписи 1926 года в деревне проживало 868 человек (411 мужчин и 457 женщин), в том числе: русские составляли 100 % населения.